# Spiraea japonica
La Spiraea japonica és una espècie de planta de la família Rosaceae i el gènere Spiraea; és una planta usada habitualment com a planta ornamental.

## Descripció
La Spiraea japonica és una de diverses espècies d'arbustos del gènere Spiraea amb fulles simples i alternades en tiges primes i rectes. Les tiges són de color marró a marró vermellòs, de secció arrodonida i, a vegades, amb certa pilositat. L'arbust arriba a una alçada d'entre 1,2 m a gairebé 2 m i té aproximadament la mateixa amplada. Les fulles, caduques, tenen generalment una forma ovada d'uns 2,5 cm a 7,5 cm de longitud, marges dentats, i es disposen alternadament al llarg de la tija. A les puntes de les branques s'hi troben grups de flors de color rosa pàl·lid. Les llavors tenen aproximadament 2,5 mm de longitud i es troben en petites càpsules brillants. Les plantes són molt variables en morfologia, sobretot com a conseqüència de l'alta variabilitat de tipus en el mercat de les flors ornamentals. S'han descrit nou varietats dins d'aquesta espècie.

## Distribució
La Spiraea japonica és un arbust originari del Japó, la Xina i Corea. El sud-oest de la Xina és el centre de biodiversitat d'aquesta espècie. Degut al seu ús en jardineria, s'ha naturalitzat a moltes àrees del nord-est, sud-est i mig-oest dels Estats Units, així com en parts de Canadà, on es considera una planta invasora.

## Hàbitat
La planta és comuna en zones ripàries, àrees pantanoses o altres hàbitats humits. Es troba creixent al costat de rierols, rius, marges de boscos, voreres de carreteres, camps successionals i servituds de línies elèctriques. Prefereix la llum solar directa, però pot tolerar una ombra parcial. Li agrada rebre molta aigua durant la temporada de creixement; no obstant això, no tolera terres completament saturades durant períodes prolongats. Prefereix un sòl ric i humit, però pot créixer en una àmplia varietat de terres, incloent-ne les que tenen un pH més alcalí.

## Usos
La Spiraea japonica es va introduir a Amèrica del Nord com a planta ornamental de paisatge i es va començar a conrear per primer cop als estats del nord-est al voltant de l'any 1870.
S'han seleccionat nombroses varietats per a ús en jardineria. Les varietats altes poden ser conreades com a tanques vives, pantalles baixes o arbustos de fonament. Les varietats baixes es poden utilitzar com a coberta vegetal o en les vores. Al Regne Unit, les següents varietats han guanyat el Premi al Mèrit de Jardí de la Royal Horticultural Society:
- Candlelight
- Dart's Red
- Golden Princess = Lisp
- Magic Carpet = Walbuma
- Nana

La planta també s'ha usat com a medicina a la seva àrea d'origen, ja que els extractes de la planta són bioactius.